# Sikirevci
Sikirevci és una vil·la i un municipi situat al Comtat de Brod-Posavina (Croàcia). El municipi consta de dos pobles: Sikirevci i Jaruge.

## Història
El nom Sikrevci es menciona per primera vegada el 1540 com un bon lloc per travessar el riu Sava. El segon cop en què ens trobem aquest nom data del 1579, en època de domini de l'Imperi Otomà, quan es parla de la vil·la de Sikirevci, que consistia en 31 cases i els seus respectius propietaris. Després de l'alliberament de la vil·la del control turc, el poble es va restablir com un Grenz militar. Des de mitjans del segle xviii el poble va ser reformat i reurbanitzat, passant a convertir-se en la seu de la 5a Companyia del regiment Brod. Durant la Visita Canònica del 1748, a la vil·la hi havia 41 cases amb 298 adults i 100 infants. La major part de la població eren soldats (Grenzers) i/o civils.
A partir del cens del 1698, s'ha establert que els noms natius de la vil·la són els següents: Jarić, Rakitić, Nikolić, Galović, Živić, Lučić, Marković, Benaković, Dimšić i Dorić. En el del 1725 n'apareixen de nous: Bašlinović, Radovanović, Šarčević, Zečević, Bilokapić, Čivić, Tursun.
La primera menció a la parròquia catòlica de Sikirevci la trobem el 1670, quan el Bisbe Matej Belinić va oficiar-ne la confirmació allí mateix. Després de l'alliberament de la regió, la parròquia es va afegir a la parròquia de Velika Kopanica. La primera església de maons es va construir el 1776; abans només hi havia una petita capella amb un campanar. La parròquia de Sikirevci es va restablir el 1789, i l'església actual data del 1848.
El municipi de Sikirevci es va establir, primer, com una oficina administrativa el 1873, després d'abolir-se i desmilitaritzar-se la Frontera Militar. Amb posterioritat a la Guerra de la independència croata, es va restablir la municipalitat de Sikirevci, sortint de la de Slavonski Šamac.

## Població
Segons el cens del 2001, hi ha una població de 2.707 al municipi, vivint en dos pobles:
- Sikirevci 1.969
- Jaruge 738

### Composició ètnica
- Croats: 2,688
- Serbis: 7
- Rutens: 1
- altres i desconeguts: 11